# Парубок Омелян Никонович

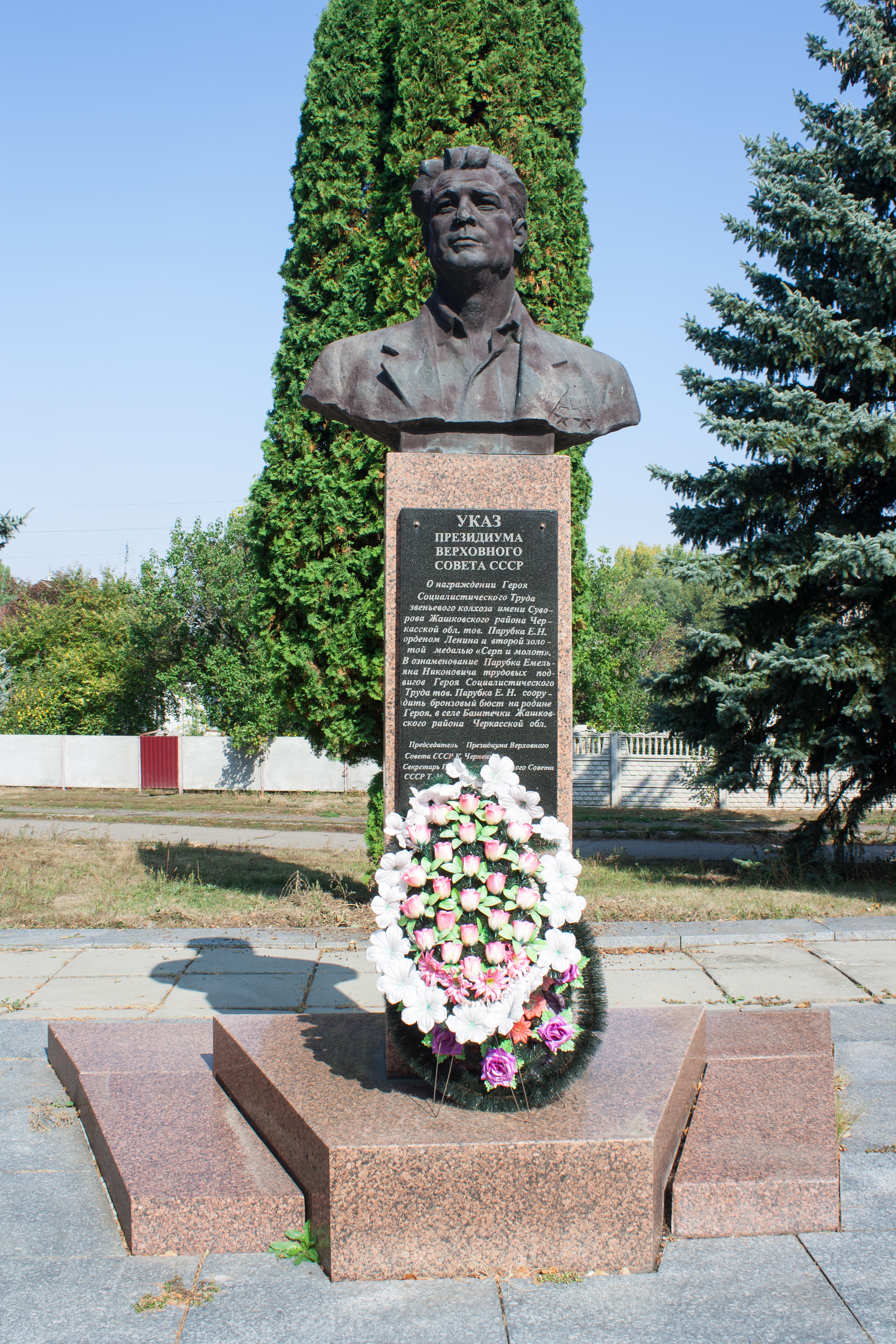
Пам'ятник в селі Баштечки

Омелян Никонович Парубок (21 січня 1940, село Баштечки, тепер Уманський район Черкаської області — 20 червня 2017, Черкаська область) — український політик, двічі Герой Соціалістичної Праці (22.12.1977, 6.06.1984). Член ЦК КПУ в 1976—1986 р. Депутат Верховної Ради УРСР 9—11-го скликань. Член ЦК КПРС у 1986—1991 р. Член Президії ЦК КПУ з липня 2003 року.

## Біографія
Освіта вища. У 1960 році закінчив Уманську школу механізації сільського господарства, в 1970 році — Уманський технікум механізації і електрифікації сільського господарства, технік-механік сільськогосподарського виробництва, в 1980 році — Уманський сільськогосподарський інститут, вчений агроном.
З 1955 року — різнороб колгоспу імені Суворова Жашківського району Черкаської області. З 1956 року — робітник, причіплювач Жашківської машинно-тракторної станції (МТС). З 1960 року по закінченні Уманської школи механізації сільського господарства — механізатор, з 1962 року — ланковий механізованої ланки з вирощування цукрових буряків колгоспу імені Суворова Жашківського району Черкаської області.
Член КПРС з 1966 року.
З 1992 року — заступник голови правління колективного сільськогосподарського підприємства імені Суворова Жашківського району Черкаської області.

## Політична діяльність
Народний депутат ВР УРСР 9-го скликання (1975—1980 рр.)
Народний депутат ВР УРСР 10-го скликання (1980—1985 рр.)
Народний депутат ВР УРСР 11-го скликання (1985—1986 рр.)
Народний депутат СРСР від КПРС у 1989—1991 рр.
З 1994 по 1998 — Народний депутат України 2-го скликання. Член Комітету з питань АПК, земельних ресурсів і соціального розвитку села.
З березня 1998 по квітень 2002 — Народний депутат України 3-го скликання. Член Комітету з питань аграрної політики та земельних відносин.
З квітня 2002 по травень 2006 — Народний депутат України 4-го скликання, обраний за списками Комуністичної партії України.Член Комітету з питань аграрної політики та земельних відносин.
З квітня 2006 по листопад 2007 років — Народний депутат України 5-го скликання. Член Комітету Верховної Ради України з питань аграрної політики та земельних відносин.
2010—2012 роки — депутат Черкаської обласної Ради.
З грудня 2012 — Народний депутат України 7-го скликання від Комуністичної Партії України, № 30 за списком. Член Комітету з питань екологічної політики, природокористування та ліквідації наслідків Чорнобильської катастрофи.
Один із 148 депутатів Верховної Ради України, які підписали звернення до Сейму Республіки Польща з проханням визнати геноцидом поляків події національно-визвольної війни України 1942—1944 років.

## Нагороди
Двічі Герой Соціалістичної Праці (22.12.1977, 6.06.1984), кавалер трьох орденів Леніна (31.12.1965, 22.12.1977, 6.06.1984), орденів Жовтневої революції (8.12.1973), «Знак Пошани» (8.04.1971). Лауреат Державної премії СРСР (1976), премії Ленінського комсомолу. Став почесним громадянином Черкаської області.

## Смерть
Помер 20 червня 2017 року на Черкащині.